# Талка (приток Песи)
Та́лка — река в России, протекает по Хвойнинскому району Новгородской области. Устье реки находится в 100 км по левому берегу реки Песь в посёлке Хвойная. Длина реки составляет 11 км.
В 0,2 км от устья слева в Талку впадает Криуха.

## Данные водного реестра
По данным государственного водного реестра России относится к Верхневолжскому бассейновому округу, водохозяйственный участок реки — Молога от истока и до устья, речной подбассейн реки — Реки бассейна Рыбинского водохранилища. Речной бассейн реки — (Верхняя) Волга до Куйбышевского водохранилища (без бассейна Оки).
Код объекта в государственном водном реестре — 08010200112110000006986.